# Apacheforelle
Die Apacheforelle (Oncorhynchus apache) ist eine zu den Lachsfischen (Salmonidae) zählende Raubfischart. Sie ist der Nationalfisch des US-Bundesstaats Arizona und kommt im oberen Salt River und im Little Colorado River sowie deren Nebenflüssen vor.

## Merkmale
Apacheforellen erreichen meist eine Länge von 20 bis 40, maximal von etwa 60 Zentimetern. Das berichtete Höchstgewicht betrug 2,36 Kilogramm. Die Tiere sind gelb bis goldfarben mit regelmäßig verteilten schwarzen Punkten auf Kopf, Körper und Flossen und oranger bis gelboranger Bauchseite. Hinter den Augen liegt ein großer schwarzer Fleck. Die Spitzen der Rückenflosse, der Afterflosse und der Bauchflossen sind weiß. Das Seitenlinienorgan ist vollständig entwickelt und verläuft durch 112 bis 124 Schuppen.

## Lebensweise
Die Tiere besiedeln klare Bergflüsse, -bäche und -seen in Höhen von meist über 2500 Metern. Sie benötigen stilles Wasser zum Laichen sowie schattenspendende Ufervegetation. Als Beute dienen vor allem verschiedene Insekten. Die Laichzeit beginnt bei Erreichen einer Wassertemperatur von etwa 8 °C. Die 100 bis 4000 Eier werden in Bodengruben an der Abflussseite natürlicher Wasserbecken abgelegt.

## Nutzung und Bedrohung
Die ursprünglich häufige Art wurde früher intensiv befischt und gesalzen als Wintervorrat verwendet. Durch Überfischung, Hybridisierung mit der Regenbogenforelle (Oncorhynchus mykiss) und die Konkurrenz durch eingeführte Forellen (Salmo trutta) und Bachsaiblinge (Salvelinus fontinalis) ist das Verbreitungsgebiet der Art auf etwa 5 % der ursprünglichen Ausdehnung geschrumpft. Die Apacheforelle ist in der Roten Liste gefährdeter Arten der IUCN als vom Aussterben bedroht (Critically Endangered) gelistet.